# René Stadler
René Stadler (ur. 19 maja 1940 w Zurychu) – szwajcarski bobsleista, trzykrotny medalista mistrzostw świata.

## Kariera
Pierwszy sukces osiągnął w 1970 roku, kiedy wspólnie z Peterem Schärerem, Hansem Candrianem i Maxem Forsterem zdobył brązowy medal w czwórkach podczas mistrzostw świata w St. Moritz. Na rozgrywanych rok później mistrzostwach świata w Cervinii reprezentacja Szwajcarii w składzie: René Stadler, Max Forster, Erich Schärer i Peter Schärer wywalczyła złoty medal w tej samej konkurencji. Złoty medal wywalczył także na mistrzostwach świata w Lake Placid w 1973 roku, startując razem z Peterem Schärerem, Wernerem Camichelem i Erichem Schärerem. W 1973 roku zdobył także srebrny medal w czwórkach na mistrzostwach Europy w Cervinii. W 1968 roku wystartował na igrzyskach olimpijskich w Grenoble, zajmując dziesiąte miejsce w dwójkach i dwunaste w czwórkach.